# Ólafur Ragnar Grímsson
Ólafur Ragnar Grímsson (født 14. maj 1943 i Ísafjörður, Island) er en islandsk politiker, der var Islands præsident fra 1996 til 2016. Han var landets femte præsident og blev valgt første gang til embedet i 1996 og senere genvalgt i 2000, 2004, 2008 og 2012. Grímsson er i dag ikke tilknyttet noget politisk parti.
Grímsson er uddannet i økonomi og statskundskab fra University of Manchester i 1970. Han har været professor ved Háskóli Íslands. Han var medlem af Altinget, finansminister 1988-1991 og formand for det venstre-liberale parti Folkealliancen fra 1987 til 1995.
Grímsson er den første præsident, der har benyttet sig af artikel 26 i landets forfatning, der giver præsidenten mulighed for at nedlægge veto mod et lovforslag fra Altinget og dermed sende loven til folkeafstemning. Det skete 2. juni 2004. Loven handlede om landets massemedier. Præsidentens beslutning blev af såvel politikere som jurister betragtet som kontroversiel. Nogle opfattede det som et angreb på Altinget og den parlamentariske suverænitet, mens juraeksperterne diskuterede, hvorvidt artikel 26 overhovedet er gyldig. Lovforslaget kom imidlertid ikke til folkeafstemning, idet regeringen valgte at trække det tilbage.
| Politiske embeder                 | Politiske embeder           | Politiske embeder                    |
| --------------------------------- | --------------------------- | ------------------------------------ |
| Foregående: Vigdís Finnbogadóttir | Islands præsident 1996–2016 | Efterfølgende: Guðni Th. Jóhannesson |